# Sulayman al-Muriyani
Abu-Ayyub Sulayman ibn Màkhlad al-Muriyaní (?-771) fou secretari del califa al-Mansur. Va exercir gran influència en el califa i va dominar les finances del califat i va situar a membres de la seva pròpia en posicions on s'obtenien beneficis importants. Va exercir uns quinze anys fins que se li va descobrir un desfalcament i fou empresonat el 770. Els seus béns foren confiscats i els seus parents executats. Ell mateix va morir empresonat el 771. Algunes fonts el situen com a wazir (visir), però no se sap segur si oficialment va portar aquest títol, ja que algunes fonts l'esmenten només com a kàtib.